# تاج وايتانغي
تاج وايتانغي هو عملة تذكارية للتاج سكت في عام 1935 من قبل دار سك العملة الملكية البريطانية لصالح دومينيون نيوزيلندا لإحياء ذكرى توقيع معاهدة وايتانغي عام 1840، والتي غالبًا ما تُعتبر الوثيقة الدستورية التأسيسية لنيوزيلندا. كانت أول قطعة نقدية من فئة خمسة شلنات سكت من الجنيه النيوزيلندي وأول عملة معدنية في البلاد سكت في المقام الأول لهواة الجمع. بعد رفض التصميمات من قبل جيمس بيري وجورج كروغر غراي، كلف مصمم دار سك العملة الملكية بيرسي ميتكالف (الذي صمم أيضًا تمثال نصفي لجورج الخامس على وجه العملة) بتصميم الوجه الخلفي. أعاقت الخلافات في التصميم إنتاج التاج، ولم يسك سوى كمية صغيرة للغاية من العملة بلغت 1128 (بما في ذلك 468 نسخة) و توزعت على هواة الجمع. إصدرت العملة لتغطية إعلامية خافتة ونقص عام في الاهتمام بجمع العملات المعدنية خلال الفترة التي أعقبت الكساد الكبير اقتصاديًا، أصبحت العملة مطلوبة بشدة من قبل هواة جمع العملات المعدنية النيوزيلندية. تباع هذه العملة بانتظام مقابل آلاف الدولارات، حيث بيعت نسخة نمطية منها في مزاد بأكثر من 70 ألف دولار أميركي، لتصبح أغلى عملة نيوزيلندية تباع على الإطلاق.

## الخلفية
معاهدة وايتانغي هي معاهدة وُقِّعت عام 1840 في خليج الجزر بين زعماء الماوري والممثل البريطاني ويليام هوبسون. وقد أرست هذه المعاهدة، التي جاءت بعد إعلان استقلال نيوزيلندا السابق، سيادة التاج على نيوزيلندا كجزء من نيو ساوث ويلز، إلى جانب الاعتراف بالحكم الذاتي وحقوق معينة في الأراضي للماوري. ورغم عدم إمكانية إنفاذ المعاهدة بشكل مباشر، إلا أنها أصبحت وثيقة دستورية لنيوزيلندا وللعلاقة بين الماوري باكيها.

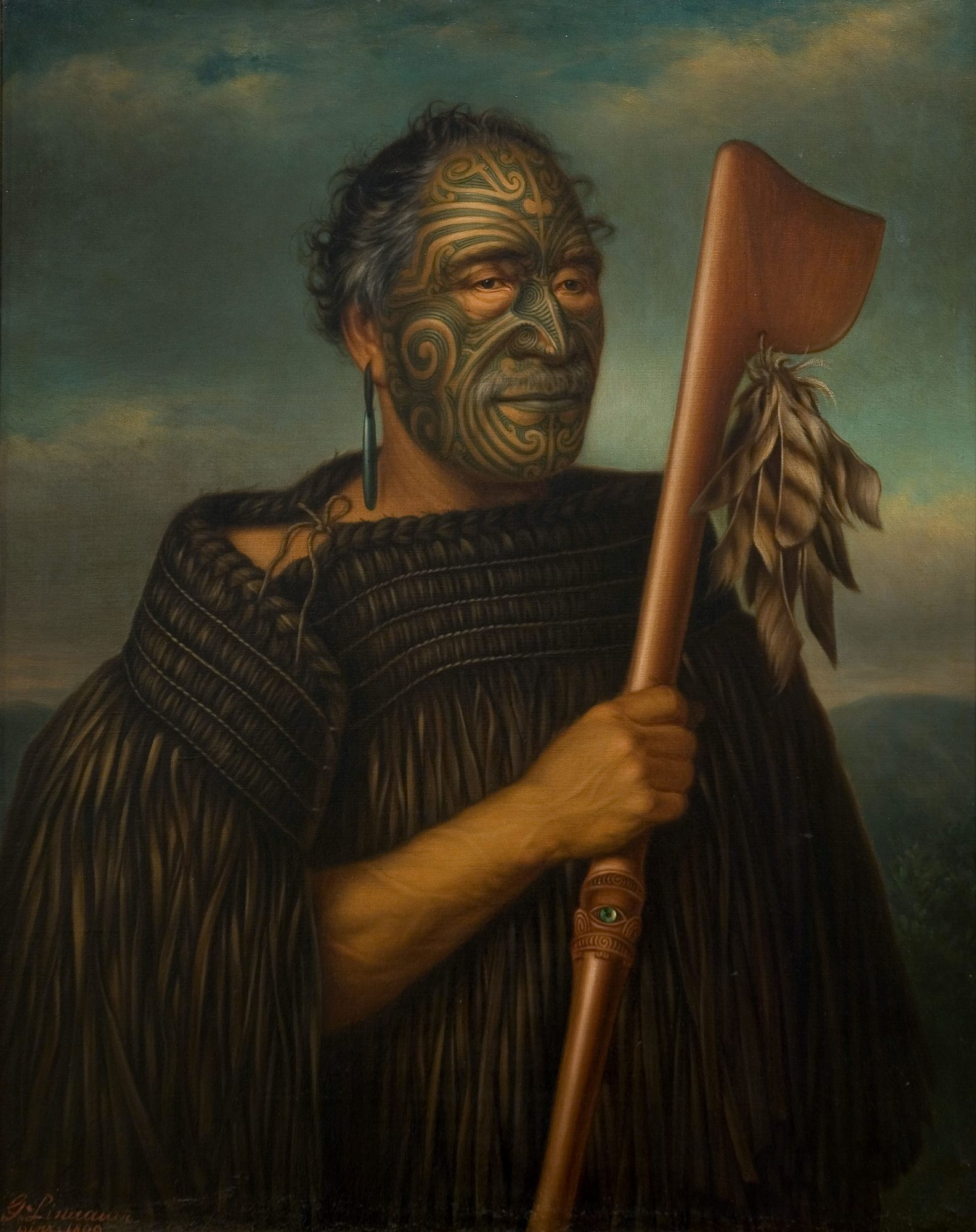
الزعيم تاماتي واكا نيني، الموقع على معاهدة وايتانغي

بينما استخدمت العديد من العملات الفضية الأجنبية في فترة الاستعمار الأولى، أصبحت العملات الفضية البريطانية مهيمنة بعد تأكيد الجنيه الإسترليني باعتباره العطاء القانوني الوحيد في عام 1858، إلى جانب العديد من الرموز النحاسية الصادرة محليًا. وعلى الرغم من عدم كونه مناقصة قانونية أبدًا، إلا أن إدخال الجنيه الأسترالي أدى إلى تداول العملات الأسترالية من حين لآخر، والذي تسارع بسبب الكساد الأعظم. وبحلول عام 1931، كان ما يقدر بنحو 30٪ -40٪ من العملات المتداولة في نيوزيلندا أسترالية. أدى انخفاض قيمة الجنيه النيوزيلندي بالنسبة للجنيه الإسترليني إلى تهريب العملات على نطاق واسع ونقص العملات. سمح قانون العملات لعام 1933 بإصدار عملات مستقلة للجنيه النيوزيلندي. حدد القانون مواصفات الوزن والنقاء لست فئات من العملات الفضية، مما يتطلب إنتاج جميع العملات بنسبة 50٪ من الفضة بالوزن. على الرغم من أن التاج كان من بين الفئات المدرجة في القانون، إلا أن دار سك العملة الملكية سكّت خمس فئات أصغر فقط لعامي 1933 و1934. لم يُقترح أي تصميم لفئة التاج خلال عملية الاختيار الأولية. حُدِّدت أي عملة تاجية مستقبلية على أنها عملة بقطر 1.525 بوصة ووزن 28.27 جرامًا. ومثل العملات الفضية النيوزيلندية الأخرى، كان إطار العملة مصقولًا.
استخدمت جميع تصاميم الوجه الأمامي في السلسلة صورةً لجورج الخامس متوجًا، صممها في البداية بيرسي ميتكالف لاستخدامها على الجنيه الروديسي الجنوبي. استُوحيَت هذه الصورة الجديدة من صورة أقدم صممها بيرترام ماكينال، والتي ظهرت على عملات استعمارية بريطانية أخرى.

## البداية

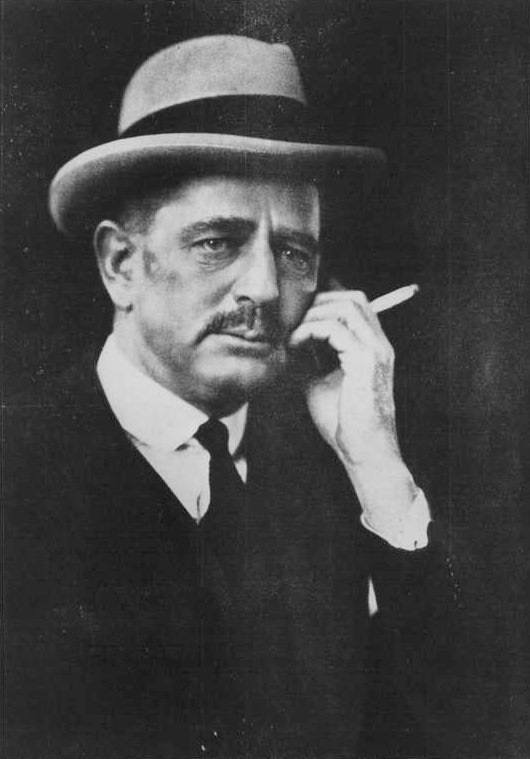
أشرف وزير المالية جوردون كوتس على تصميم العملة النيوزيلندية طوال ثلاثينيات القرن العشرين.

لعبت جمعية العملات النيوزيلندية ‏ دورًا مهمًا في تصميمات سلسلة العملات المعدنية لعام 1933، حيث وضع العديد من أعضاء الجمعية في لجنة العملات المعدنية التي نظمها غوردون كوتس، والتي نظمت للصراع على السيطرة على التصاميم من اللجنة الاستشارية لدار سك العملة الملكية ونائب رئيس مجلس الإدارة روبرت جونسون. عمل فنان دار سك العملة الملكية جورج كروغر غراي ‏ على مقترحات لجنة العملات المعدنية خلال المراحل اللاحقة من عملية التصميم. اقترح آلان ساذرلاند، السكرتير الفخري للجمعية وممثلها في لجنة العملات المعدنية، أولاً إصدار تاج تذكاري إلى وزير الخزانة ألكسندر دالاس بارك في أكتوبر 1933، خلال المراحل النهائية من إنتاج الإصدار الأولي من العملات المعدنية. استشهد ساذرلاند بالسابقة في إصدارات التاج التذكارية للجنيه الإسترليني إلى جانب الربح الحكومي المحتمل. واقترح سك ما لا يقل عن 10000 مجموعة لهواة الجمع (والتي ستكون العملة متاحة حصريًا من خلالها)، بسبب زيادة طلب هواة الجمع على العملات المعدنية التي قدمت حديثًا مثل الجنيه النيوزيلندي.
كانت الحكومة متقبلة للاقتراح، وأبلغت جمعية علم العملات في يناير 1934، بنيتها إنتاج مثل هذه العملة المعدنية لإحياء ذكرى معاهدة وايتانغي. رفض آلان ساذرلاند ورئيس الجمعية جون رانكين براون اختيار الموضوع، معتقدين أن الذكرى المئوية القادمة للمعاهدة عام 1940 أكثر ملاءمة لمثل هذا الاحتفال. أعلن وزير المالية جوردون كوتس علنًا عن العملة المعدنية في صحيفة أوكلاند ستار ‏ في 7 فبراير، بعد الاحتفالات الرسمية الأولى بيوم وايتانغي ‏. وصف هذا الإعلان نسخة سابقة من التصميم، تضم العديد من المبشرين (بما في ذلك القس هنري ويليامز) إلى جانب نيني وهوبسون. وذكر بشكل غير صحيح أنه كان من المقرر أن يصممها كروغر غراي، وقد كلف الفنان المحلي جيمس بيري بإنشاء التصميم الأولي.

## التصميم

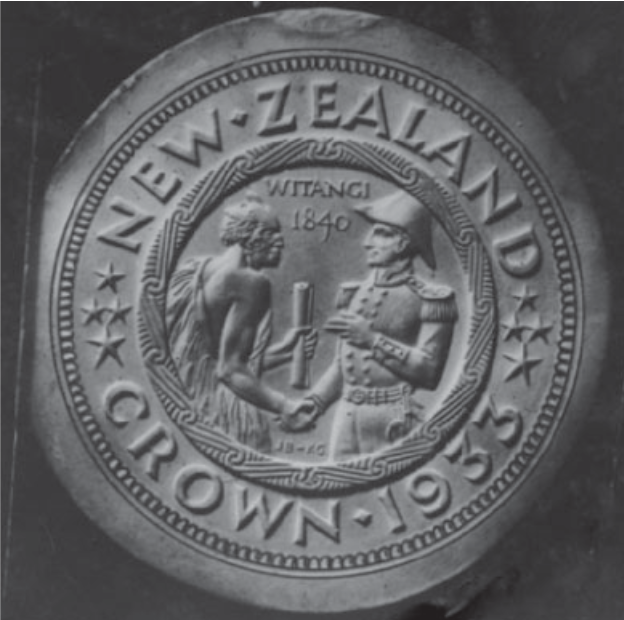
نموذج من تصميم كروغر غراي، مستوحى من رسم تخطيطي لبيري، يظهر فيه الخطأ الإملائي "Witangi"

كُلِّف بيري بتصميم رسوماته التخطيطية كمخططات للمصممين في دار سك العملة الملكية للعمل عليها. استُخدم نقش بارز على قاعدة نصب الملكة فيكتوريا التذكاري في ويلينغتون ‏، والذي ظهر لاحقًا على ظهر الورقة النقدية من فئة العشرة شلنات، كمصدر إلهام لأحد التصاميم، حيث اقترح ساذرلاند أن يسمح ذلك بعرض عدد من الشخصيات دون ازدحام التصميم. صُمِّم تصميم آخر لبيري لاحقًا من الجبس بواسطة كروغر غراي، يُظهر مصافحة بين هوبسون وواكا نيني، مع كتابة خاطئة لكلمة "ويتانغي" فوق الزخرفة. لم تُعجب دار سك العملة الملكية هذه التصاميم ورُفضت.
بناءً على توصية السير جوسكومب جون ‏، كُلِّف بيرسي ميتكالف في النهاية بتصميم العملة. كان ميتكالف قد صمم سابقًا سلسلة من النماذج المرفوضة لإصدار عام 1933. في يوليو 1934، بعد ستة أسابيع من رفض تصميم بيري، قدم ميتكالف صورًا لنموذج آخر إلى دار سك العملة الملكية المتقبلة. ربما كان هذا التصميم مستوحى من عمل جيمس بيري، الذي ذكر سابقًا تصميمًا بديلًا يضم شخصيتين تقفان تحت تاج. كان مصدر إلهام آخر هو نقش بارز للنحات البريطاني جون فلاكسمان ‏ من القرن الثامن عشر، عطارد يوحد أيدي بريطانيا وفرنسا. تميز التصميم بواكا نيني مرتديًا عباءة، يرتدي ويحمل taiaha يصافح ويليام هوبسون تحت تاج ملكي. على عكس التصاميم اللاحقة، لا يحتوي النموذج الأولي على وشم على الوجه. لم يكن ميتكالف وروبرت جونسون على دراية كافية بالمادة الأصلية. لم يكن جونسون على دراية في البداية بما إذا كان ينبغي تصوير الكابتن هوبسون ملتحيًا أم حليق الذقن. على الرغم من أن تاريخ الإنتاج امتد إلى أواخر عام 1934، فقد تم تأريخ النموذج إلى عام 1933، بما يتماشى مع العملات الأخرى من السلسلة الأولية.
قُدِّمت بعض الاقتراحات البسيطة، وخاصةً فيما يتعلق بزي هوبسون، إلى ميتكالف من قِبَل دار سك العملة الملكية، إلا أن غوردون كوتس أوقف العمل على التصميم في أوائل سبتمبر 1934. في نوفمبر، نبه كوتس دار سك العملة الملكية إلى وجود مشاكل في نمذجة أطراف نيني وملابسه. طلب تحسين أطراف الزعيم إلى وضع أقل صلابة، معتبرًا إياها صلبة وهشة؛ كما اقترح تقليص حجم زخارف التاج واستبدال عباءة نيني بزيّ عاري الصدر عليه نقش "piupiu وصف كوتس وجوه الشخصيات بأنها "لا تشبه [...] الشخصيات المقصود تصويرها."

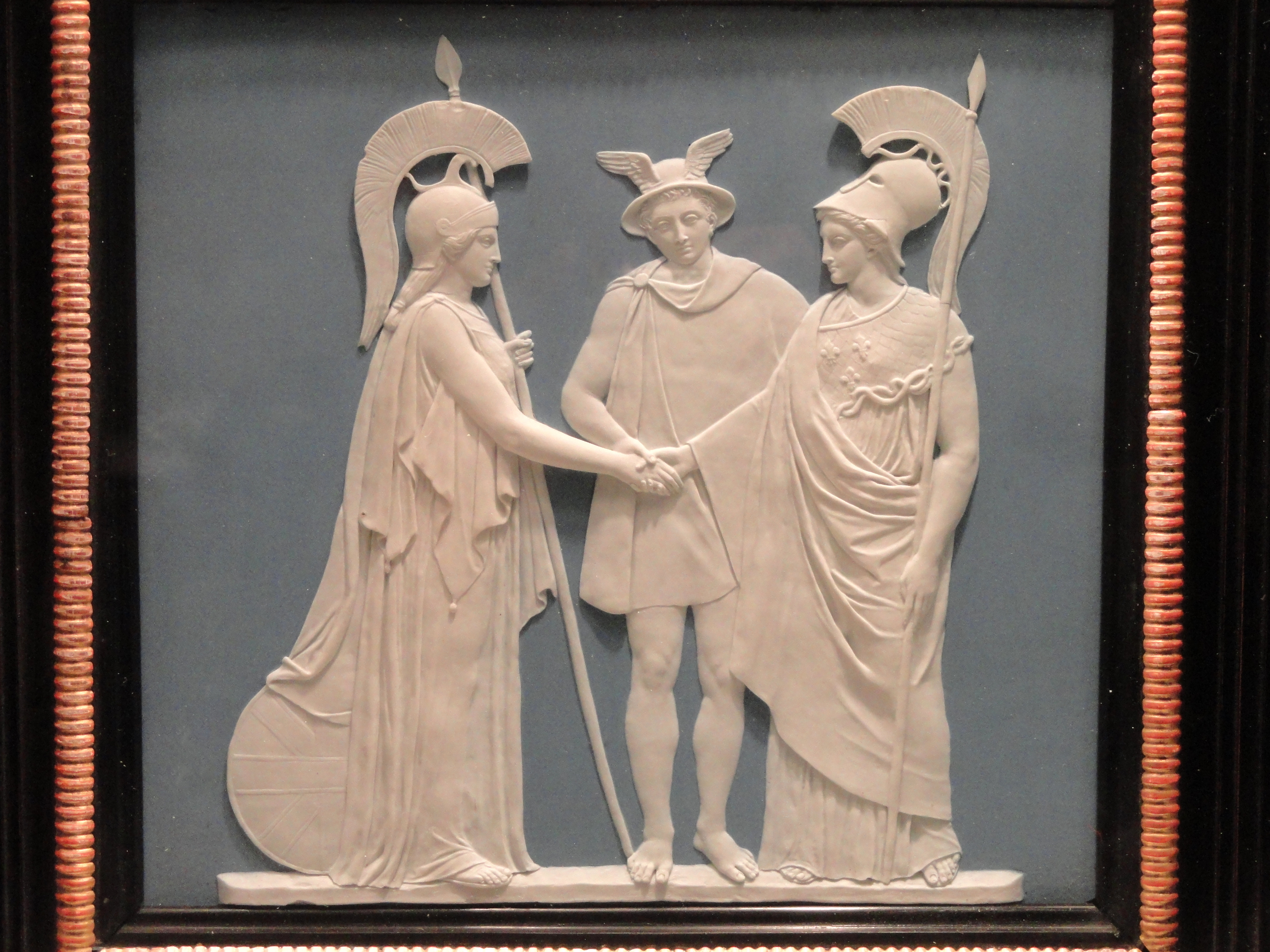
ألهمت نقشة بارزة لجون فلاكسمان وضع تاج وايتانغي

لم يكن ميتكالف على دراية بمشاكل كوتس مع العملة، فواصل العمل على التصميم. حلّ نموذجه الثاني، المؤرخ عام 1934، العديد من المشاكل، مستبدلًا عباءة نيني بعباءة piupiu، يُحسّن أطرافه، ويُعدّل رسم سراويل هوبسون. لاحقًا، عندما أُبلغ ميتكالف بمقترحات كوتس، شعر بالإحباط، مُصرّحًا بأنه لن يُقلّل حجم التاج إلا إذا أُجبر على ذلك. في 28 نوفمبر، أرسل كوتس برقية ثانية، واصفًا أطراف ويدي نيني بأنها غير ماورية. ردّ روبرت جونسون المُحبط على عضو آخر في لجنة سك العملة قائلًا: "لا أعرف [...] كيف تختلف أطراف وحجم أيدي الماوري عن أيدي البشر العاديين."
كان من المقرر أن يزور ميتكالف العراق لنمذجة صورة الملك غازي للعملات المحلية، فسارع خلال الأسابيع القليلة التالية إلى إعادة تصميم العملة. استجابةً لطلب كوتس بتاج أصغر، أجرى تعديلات إضافية على أطراف نيني وزيه. لاقى هذا التصميم الجديد استحسانًا من اللجنة النيوزيلندية، وبحلول مايو 1935، إنتجت نماذج ضرب العملات. راجع كوتس العملة، لكنه لا يزال يشعر بخيبة أمل إزاء أرجل الشخصيات، وطلب إجراء تعديلات. في يوليو 1935، أكمل ميتكالف المراجعة النهائية للعملة، والتي وافق عليها كوتس. piupiu الزعيم نيني رُفعت العملة لتنتهي عند ركبتيه، وأُعيد تشكيل ساقيه، وزاد حجم التاج كحل وسط بين التعديلات السابقة. أعرب ميتكالف، أثناء زيارته لخط إنتاج دار سك العملة في أغسطس 1935، عن عدم رضاه عن التصميم النهائي. صُك التاج، مثل نصف التاج المئوي الأخير، على فضة مُستخرجة من منجم مارثا في وايهي.

## الإصدار
إصدر تاج وايتانغي لهواة جمع العملات بثلاثة أشكال: كعملة غير متداولة، وعملة تجريبية، وكجزء من مجموعة تجريبية لجميع عملات عام 1935. في المجموع، إنتج 1128 تاجًا، بما في ذلك 468 عملة تجريبية. وبينما صدر معظمها إلى نيوزيلندا، باعت المفوضية العليا النيوزيلندية بعضها لهواة جمع العملات في لندن. حيث شحنت أول طلبية من قطع التاج المفرد إلى نيوزيلندا داخل أكياس دار سك غير مؤمنة، مما أدى إلى خدش وعلامات أكياس على العديد من العملات. رفضت دار سك العملة الملكية شكاوى المفوضية العليا، مدعية أنها لم تُبلغ بأن التيجان مخصصة لهواة جمع العملات.
بيعت التيجان بسبعة شلنات وستة بنسات في نيوزيلندا. وبيعت مجموعات النسخ بثمانية عشر شلنًا وستة بنسات في صناديق من الورق المقوى، أو بخمسة وعشرين شلنًا في علب جلدية. كانت هذه الأسعار مرتفعة خلال السنوات الأخيرة من الكساد الكبير، وظل علم العملات هواية محدودة نسبيًا في نيوزيلندا خلال تلك الفترة. لم يذكر إصدار العملة المعدنية سوى مقال صحفي واحد. كان هناك لامبالاة عامة ونقص في الاهتمام العام بالعملة، على عكس الطلب العام الأكبر بكثير في عام 1940 أثناء إصدار نصف التاج المئوي.

## الإرث
ارتفع الطلب على تاج وايتانجي والأسعار ببطء في العقود التي تلت إصدار العملة. وبحلول عام 1960، قُدِّر سعر أحد الأمثلة بمبلغ 30 جنيهًا إسترلينيًا نيوزيلنديًا فقط، على الرغم من أنه كان من المتوقع أن يرتفع هذا السعر في المستقبل. تُباع العملات المعدنية بانتظام مقابل آلاف الدولارات، وتزداد قيمتها بشكل كبير في حالة عدم التداول. بيع نمط وايتانغي الذي يتميز بتصميم التاج الأصغر، المصنف MS64 من قبل NGC، مقابل 72000 دولار أمريكي في مزاد هيريتيغ عام 2021، ليصبح أغلى عملة نيوزيلندية. يحتفظ بنك الاحتياطي النيوزيلندي بالمثال الآخر المعروف لتصميم النمط هذا.